# 天津国际拳击表演赛
天津国际拳击表演赛暨WBO洲际拳王赛，是世界拳击组织于2010年开始在中国天津举办的世界级拳击赛事。首届比赛将于2010年12月3日-5日在天津的葛沽体育馆和天津市体育中心体育馆举行。

## 背景
2010年1月26日，WBO（世界拳击组织）同中国天津市WBO项目组正式签署协议，协议内容包括建造亚洲首个世界拳击赛事中心以及授权天津世界职业拳击系列赛的10年举办权。。

## 首届比赛
天津首届国际拳击表演赛暨WBO洲际拳击赛，于2010年10月14日下午3时由天津国际体育发展有限公司在美国拉斯维加斯DonBest体育演播室举行了新闻发布会，与前世界著名拳王迈克·泰森正式签约，迈克·泰森将以全球推广大使的身份出席赛事及推广活动。
2010年10月25日中文新闻发布会在天津梅江会展中心举行，表示“天津首届国际拳击表演赛暨WBO洲际拳王赛”将于2010年12月3日-5日在天津举行，同时2008年北京奥运会拳击男子轻重量级（81公斤级）决赛冠军的张小平将作为此项赛事的中国形象大使，参与赛事推广。此项赛事是由世界拳击组织中国区机构认证的“WBO洲际拳王赛”，18名中国拳手将与来自美国、澳大利亚、俄罗斯、菲律宾等国家和地区知名拳手展开角逐，争夺世界拳击组织洲际拳王金腰带。中央电视台、天津电视台、北方网等媒体将对赛事进行报道。12月3日的比赛将在天津市津南区葛沽体育馆举行， 4日、5日的比赛将在天津市体育中心体育馆举行。

## 场馆
天津市为配合这一赛事的举办，正在海河教育园区建设一个中央拳击馆，周边辅以三个配套分场馆和拳迷俱乐部，建成之后将进行多种类型的国际、国内拳击比赛，与此同时葛沽体育馆和天津体育中心体育馆等均可作为承办场地使用。